# Graphis lumbricina
Graphis lumbricina är en lavart som beskrevs av Vain. Graphis lumbricina ingår i släktet Graphis och familjen Graphidaceae.   Inga underarter finns listade i Catalogue of Life.